# Stormen Ivar
Stormen Ivar var en storm som först drog in över Norge den 12 december 2013. Detta med både stormvindar och mycket nederbörd. Vid Kråkenes fyr söder om Ålesund noterades full orkan, 33 m/s i medelvind. Vid fyren Ona mellan Ålesund och Kristiansund uppmättes vindbyar på 43 m/s. Det registrerades vindbyar på 57 m/s i Juvvassøe på 1894 meters höjd.
Stormen drog sedan in över Jämtlands, Västernorrlands län och Gävleborgs län. Den fällde sammanlagt 8 miljoner kubikmeter skog, och 60 000 hushåll blev strömlösa. Vindbyar uppemot 46 m/s uppmättes på Blåhammaren, men på högre och inofficiell höjd uppmättes exempelvis 58 m/s på Åreskutan (innan dess vindmätare blåste sönder, som därefter inte kom i bruk igen förrän i mars 2014).
Stormen passerade Mittsverige mycket snabbt, med vindbyar uppåt orkanstyrka som noterades allmänt. Mängder av träd, julgranar och flaggstänger knäcktes, även flera hustak flög av. I Åres centralort uppmättes orkanbyar uppemot 40 m/s, och 360 kvadratmeter tak blåste av hotellet Holiday Club vilket landade över ett nära beläget café och träffade även det ena hörnet av Station Åre som i sin tur också skadades. Ivar var den fjärde stormen i Jämtland inom loppet av en månad, och den enda som SMHI utfärdade en Klass 3-varning (den högsta) inför vilket är extremt ovanligt i Mittsverige.
Stormen drog bort österut vid midnatt mot den 13 december.